# Pyrrhorachis ruficeps
Pyrrhorachis ruficeps là một loài bướm đêm trong họ Geometridae.